# 克羅爾巴赫河
51°46′18.53″N 8°36′59.41″E / 51.7718139°N 8.6165028°E

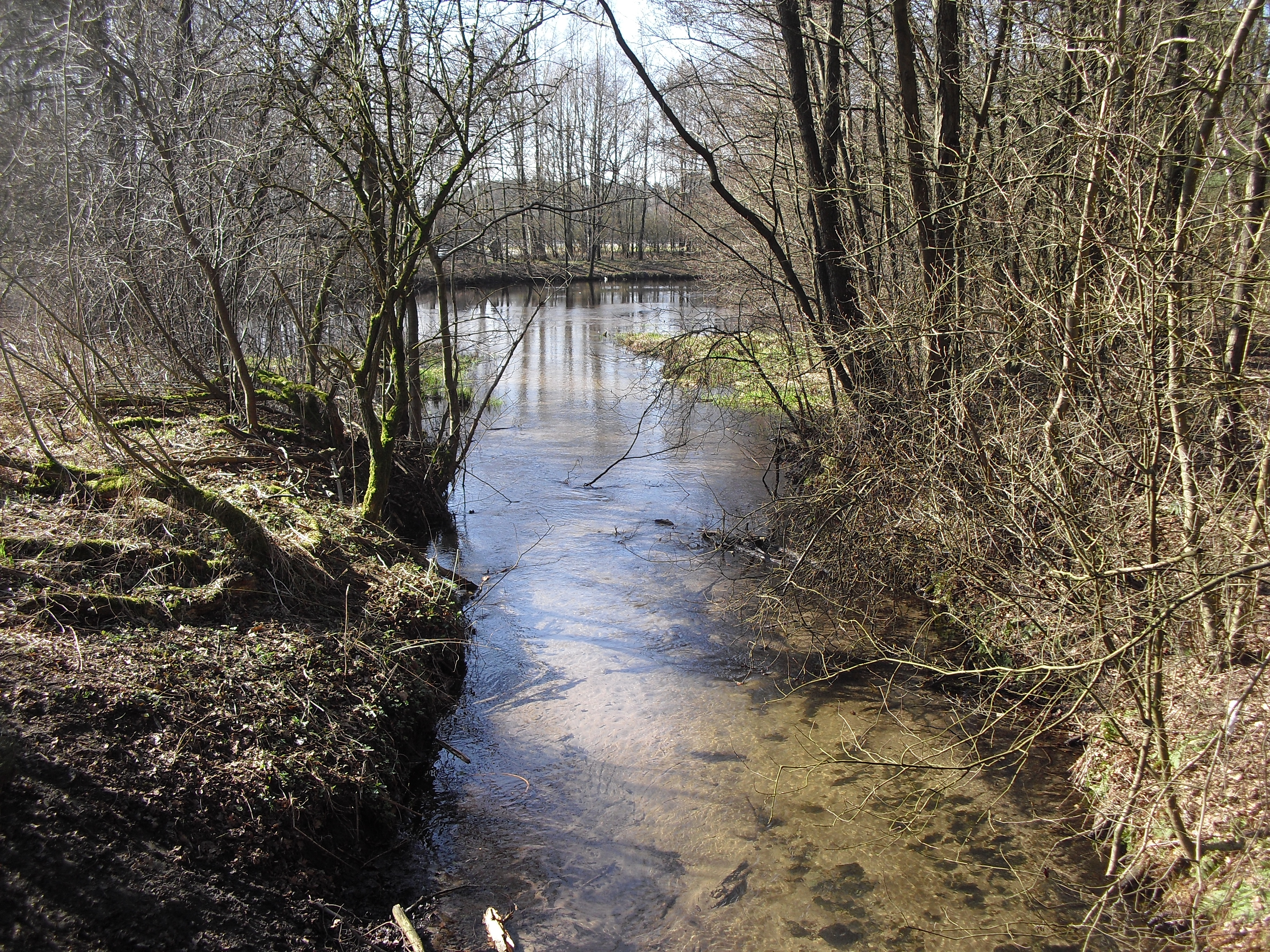

克羅爾巴赫河（德語：Krollbach），是德國的河流，位於該國西部，處於北萊茵-威斯特法倫州，屬於格倫訥河的右支流，河道全長15.3公里，流域面積37.7平方公里。